# Ogorčice koreninskih šišk
Ogorčice koreninskih šišk (znanstveno ime Meloidogyne) so rod nematodov iz družine Heteroderidae, znane kot zajedavci v koreninskem sistemu višjih rastlin, ki so zaradi prehranjevanja na številnih vrstah kulturnih rastlin pomembni kmetijski škodljivci. Po nekaterih ocenah povzročajo z zajedanjem na kulturnih rastlinah 5 % vsega izpada kmetijskih pridelkov, ki ga beležimo na svetovni ravni.
Veljajo za enega od treh gospodarsko najpomembnejših rodov ogorčic – nematodov, ki zajedajo na rastlinah. Predstavniki so razširjeni po vsem svetu in jih druži to, da so obligatni zajedavci v koreninah rastlin, njihovi gostitelji pripadajo več tisoč vrstam, tako enokaličnic kot dvokaličnic, zeli in olesenelih trajnic. V rod prištevamo več kot 90 znanih vrst, pri čemer nekatere delimo na geografsko ločene rase. Štiri vrste (M. javanica, M. arenaria, M. incognita in M. hapla) so globalno pomembni škodljivci, medtem ko je dodatnih sedem prepoznanih regionalno.

## Življenjski krog in prehranjevanje
Za ogorčice koreninskih šišk sta značilna močno specializiran življenjski krog in način prehranjevanja. So obligatni sedentarni zajedavci rastlin – torej potrebujejo rastlinskega gostitelja za preživetje in v istem gostitelju praviloma ostanejo vse življenje. Po obeh značilnostih so podobne sorodnim cistotvornim ogorčicam, vendar se je pri njih verjetno specializacija razvila ločeno in se v podrobnostih bistveno razlikuje.
Samica, prisesana v notranjosti korenine, z zadnjim delom telesa sega izven korenine. V želatinozno gmoto, ki jo izločajo rektalne žleze, izleže nekaj sto jajčec, v katerih poteče začetna faza razvoja. Ličinka prve stopnje se razvije še v jajčecu, po prvi levitvi pa se prebije na prosto in začne v zemlji iskati gostitelja; to je edini infektiven stadij, ki lahko okuži novega gostitelja. Ko ličinka najde primerno korenino, prodre vanjo pri rastni konici. Nato prodira v notranjost, tako, da razgrajuje medcelične stike in leze med celicami, zato v tej fazi ne povzroča poškodb (za razliko od cistotvornih ogorčic, ki prodirajo skozi celice in povzročajo nekrozo tkiva na svoji poti). Ko pride do razvijajočega se žilja, se namesti na prehranjevalnem mestu, kjer si izbere 5–7 celic.
Skozi celično steno in membrano izbranih celic prodre z votlim stiletom, kakršnega ima večina ogorčic v ustih, in skozenj izbrizga izločke obžrelnih žlez, ki delujejo kot signalne molekule in sprožijo v celicah morfološke ter biokemične spremembe: v celicah se pričnejo hitro deliti jedra brez delitve citoplazme. Nastanejo orjaške mnogojedrne celice z gosto citoplazmo, iz katerih nato ogorčica izmenično sesa. Na zunaj se ta gmota vidi kot zadebelitev – šiška – na korenini. Ličinka se nato še trikrat levi in odraste. Samice takrat dobijo značilno zaokroženo telo s koničasto glavo na sprednji strani, samci pa ostanejo črvaste oblike in zapustijo rastlino. Sicer se ogorčice koreninskih šišk razmnožujejo pretežno nespolno, s partenogenezo, ob slabih pogojih pa se sproži razvoj samcev, ki oplodijo samice. Sami se ne prehranjujejo in poginejo kmalu po parjenju. Obod korenine zaradi večanja samice poči, tako da žival z zadnjim delom moli na prosto in izloči želatinozno gmoto z jajčeci na površino. Živijo 3 do 6 mesecev.

## Pomen
Ogorčice koreninskih šišk so gospodarsko najpomembnejša skupina ogorčic. Razširjene so po vseh kmetijskih območjih sveta in lahko povzročajo občuten izpad pridelka. S sesanjem hranilnih snovi povzročajo na nadzemnih delih rastlin nespecifične simptome, podobno kot drugi vzroki pomanjkanja hranil (razbarvanje, zakrnelost poganjkov, venenje, odmiranje). Na koreninah tvorijo večje ali manjše šiške, ki so lahko tudi žarišče vdora drugih patogenih organizmov.
Zatiranje je težavno, saj živijo prikrito v prsti in imajo številne alternativne gostitelje, iz katerih lahko ponovno kolonizirajo posevke. Kemično jih zatiramo z nematocidi, najučinkovitejši pristop je fumigacija, ki doseže večjo prostornino od škropljenja po tleh. Vendar pa so te snovi (na primer metil bromid) močno strupene tudi za človeka in ekosistem, zato jih oblasti marsikje prepovedujejo in spodbujajo iskanje alternativ. Najučinkovitejši pristop je preprečevanje okužbe s fitosanitarnimi ukrepi – skrbno pregledovanje sadik oz. uporaba certificiranega sadilnega materiala, higiena orodja, odstranjevanje plevela ipd. Kolobarjenje je manj učinkovito zaradi širokega nabora gostiteljev, obstajajo pa rastline, ki so slabi gostitelji ogorčic in z njimi je možno zmanjšati populacijo.
Za Slovenijo so znane vrste Meloidogyne hapla, M. arenaria, M. incognita in M. luci (M. ethiopica), ki povzročajo škodo predvsem v rastlinjakih, saj so prilagojene na nekoliko toplejše podnebje. Ob milejših zimah se pojavljajo opaznejši izbruhi tudi na prostem.